# Bob Kane
Bob Kane, egentligen Robert Kahn, född 24 oktober 1915 i New York, död 3 november 1998 i Los Angeles, var en amerikansk serietecknare. Kane var tillsammans med Bill Finger medskapare av den kända seriehjälten Batman.. Kane skrev dock aldrig några historier och anlitade i hemlighet andra tecknare som gjorde det mesta av arbetet, även om bara hans namn stod omnämnt i serietidningarna.